# 悌輔騒動
悌輔騒動（ていすけそうどう）とは、1872年（明治5年）4月、新潟県および柏崎県（現新潟県）で起きた農民一揆。明治新政府に不満を持つ旧会津藩士渡辺悌輔らが、大河津分水路掘削工事の負担に苦しむ農民等を糾合し、新潟県庁の襲撃を図った事件。
日本の封建社会における最後にして最大の農民一揆と言われる。また、首謀者の中に浄土真宗の僧侶が含まれていたことから、当時同宗門徒を中心として起こされていた廃仏毀釈に反対する護法一揆として扱われる場合がある。文献によっては、新潟県分水一揆・大河津分水騒動・信越地方土寇蜂起などの語も用いられている。
一揆は、旧暦4月4日（新暦5月10日）から6日（新暦5月12日）にかけて柏崎県庁へ強訴を行った一行と、4月6日から8日（新暦5月14日）にかけて新潟県庁へ向かった一行とから成る。2つの一揆の間に繋がりは無く、偶発的とするのが通説であり、その意味では新潟県側の一揆のみを「悌輔騒動」と呼ぶべきであろうが、事件の性質から合わせて記述する。

## 事件の背景
新潟平野を流れる信濃川およびその支流である中ノ口川は、かつては毎年のように洪水を引き起こす暴れ川として恐れられてきた。この抜本的治水策として、2つの川の分岐点より上流に当たり、且つ日本海に最も近い現在の長岡市と燕市との境界付近から分水路を掘削する計画が享保年間より江戸幕府に嘆願されてきたが、莫大な工事費と、流域各藩の利害対立により実現しなかった。
1868年（慶応4年）新潟平野はまたも洪水に見舞われていた。北越戦争により旧幕府軍が敗退すると、流域の村々は新政府側に分水工事着工の嘆願書を提出し、1869年（明治2年）にようやく着工が認められたが、総工費80万両のうち60万両が地元負担という厳しいものとなった。流域の村々には重労働の提供が求められ、更には工事の為の移転を余儀なくされる者、水位の低下による水不足を心配する者もあり、分水工事反対の声が逆に強まっていった。

## 柏崎県側
元八王寺村（現燕市）農民の無宿者、川崎九郎次らは、1872年（明治5年）3月頃より流域に分水工事反対の決起を呼び掛ける落し文を行っていた。後の調書によれば、彼は新政府転覆を企てる元米沢藩士、木下三左衛門の指示を受けたとあるが、この人物については不明である。4月3日夜、早鐘を合図に現在の巻潟東IC付近に千数百名の一揆勢が集結し、道々周辺の農民を糾合しながら柏崎県庁（現柏崎市）へ強訴に向かった。一説には、最盛時には9千名にも達したとされるが、途中逃げ帰るものも多く、5日午後に柏崎に到着した時には4～6千名ほどであったとされる。一揆勢は県庁側役人に次のような嘆願書を提出した。
1. 分水工事の負担の免除。
2. 氏子・檀家の負担となる社寺の免税。
3. 年貢を旧幕府時代の水準への据置き。
4. 外国との交易差止め。

更に口頭で、
1. 分水工事は官費で行い、労賃を滞りなく支払うこと。
2. 船などでの廻米による年貢を止め、地元で納付するよう改めること。
3. 村役人を公選制とすること。

県側は急遽浪人らを集め、見廻隊を結成して対応に当たったが、衝突には至らなかった。翌6日夜、県側は一揆首謀者の宿舎を急襲し、彼等を捕縛した。川崎九郎次1名のみが首謀者として罪を引受け、他の者は釈放された。

## 新潟県側
元会津藩士の渡辺悌輔および月岡村（現三条市）安正寺の元住職で元桑名藩兵の土屋（ひじや）帯刀らは加茂の農民等と図り、4月4日より三条・加茂一帯に決起を呼び掛ける落し文を行った。6日未明、渡辺らは村々を強請して約千名の一揆勢を連れ、東本願寺三条別院に集結した。渡辺等は「天照皇　徳川恢復朝敵奸佞征伐」の旗を掲げ、7日朝より新潟県庁へ向けて北上した。最盛時には5～6千名だったとされる一揆勢の一部は暴徒と化して略奪・放火や打毀しを行い、事態収拾に向かった県庁役人や庄屋を殺害した。県側は一揆勢が新潟町に入るのを阻止するため平島（現新潟市西区）に軍を集め、8日午後、北上してきた一揆勢に威嚇射撃を行い、突撃しようとした首謀者の1人を射殺した。一揆勢は潰走し、首謀者や殺害の下手人はほとんどが数日の内に捕縛された。

## 事件のその後
一揆の後、新潟県令平松時厚は更迭され、新たに楠本正隆が赴任した。渡辺悌輔、土屋帯刀、川崎九郎次等、捕縛された首謀者と殺害の下手人等の合わせて7名はいずれも9月10日に処刑された。柏崎県は後に新潟県へ併合された。一揆の後中断していた分水工事は6月下旬に再開されたが、オランダ技師リンドーの報告書などもあり1875年（明治8年）に中止された。工事の再着工は1907年（明治40年）、完成は実に一揆から52年後の1924年（大正13年）のことである。